# Crocidura pergrisea
Espèce
Répartition géographique
Statut de conservation UICN

 DD  : Données insuffisantes
Crocidura pergrisea est une espèce de mammifères de la famille des Soricidae. 

## Répartition
Crocidura pergrisea est endémique de la région du Gilgit-Baltistan, dans le nord du Pakistan. Elle vit dans les forêts de montagne tempérées à une altitude d’environ 2 900 m.

## Étymologie
Son nom spécifique, pergrisea, lui a été donné en référence à sa couleur grise peu commune pour une musaraigne.

## Publication originale
- Miller, 1913 : A new shrew from Balistan. Proceedings of The Biological Society of Washington, vol. 26, pp. 113-114 (texte intégral).